# Klučno
Klučno je osada a část obce Dobřeň v okrese Mělník ve Středočeském kraji. Nachází se asi čtyři kilometry jihovýchodně od Dobřeně. Klučno leží v katastrálním území Jestřebice u Kokořína o výměře 8,01 km².

## Historie
První písemná zmínka o vesnici pochází z roku 1705.

## Obyvatelstvo
Při sčítání lidu v roce 1921 ve vsi žilo 28 obyvatel (z toho dvanáct mužů) německé národnosti a římskokatolického vyznání. Podle sčítání lidu z roku 1930 měla osada 27 obyvatel: deset Čechoslováků a sedmnáct Němců. Kromě jednoho člověka bez vyznání byli římskými katolíky.
| Rok            | 1869 | 1880 | 1890 | 1900 | 1910 | 1921 | 1930 | 1950 | 1961 | 1970 | 1980 | 1991 | 2001 | 2011 | 2021 |
| -------------- | ---- | ---- | ---- | ---- | ---- | ---- | ---- | ---- | ---- | ---- | ---- | ---- | ---- | ---- | ---- |
| Počet obyvatel | 52   | 42   | 29   | 28   | 21   | 28   | 27   | 3    | 2    | 0    | 5    | 0    | 0    | 0    | 0    |
| Počet domů     | 6    | 6    | 6    | 6    | 6    | 6    | 5    | 1    | 1    | 0    | 2    | 4    | 4    | 3    | 4    |

## Obecní správa
Při sčítání lidu v letech 1850–1960 Klučno bylo osadou obce Jestřebice, se kterým patřilo nejprve do okresu Dubá, ale v roce 1950 v okrese Doksy a od roku 1960 v okrese Mělník. Od 1. července 1960 do 31. prosince 1979 bylo částí obce Dobřeň v okrese Mělník. Od 1. ledna 1980 do 23. listopadu 1990 bylo částí obce Kokořín v okrese Mělník. Od 24. listopadu 1990 je opět částí obce Dobřeň v okrese Mělník.

## Pamětihodnosti
- Usedlost čp. 4

## Další fotografie

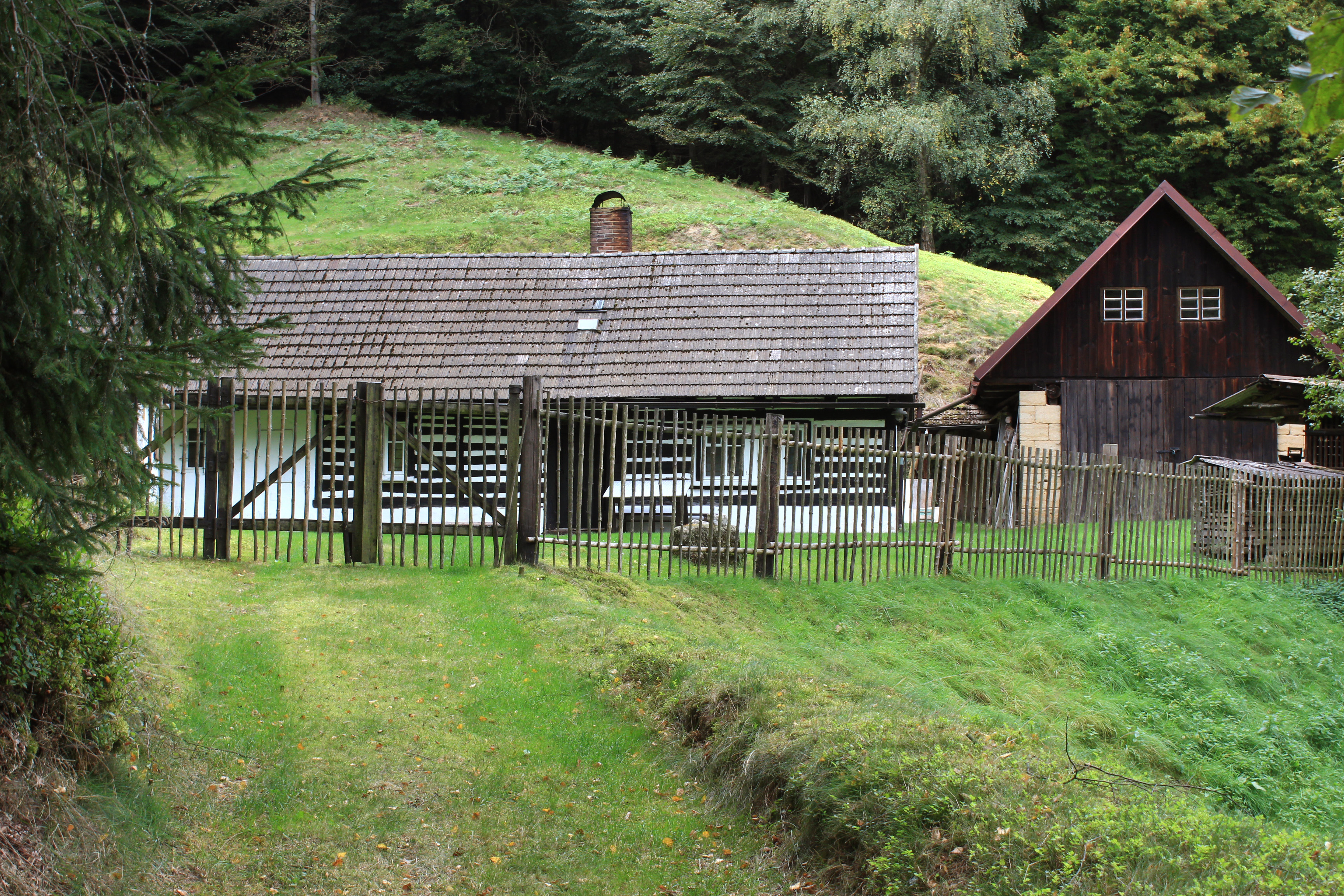
Chalupa čp. 4
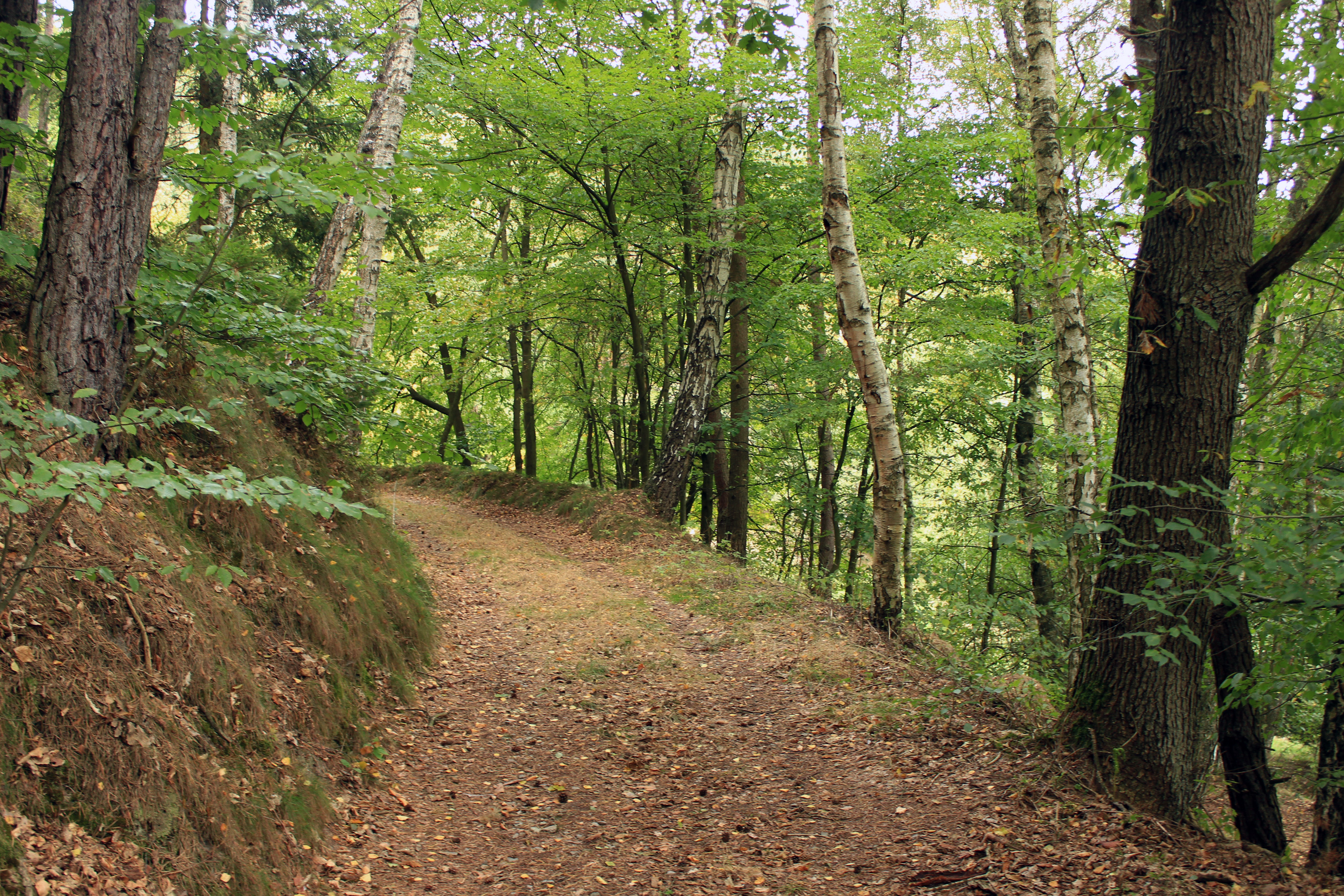
Lesní cesta k chaupám